# "Weird Al" Yankovic
"Weird Al" Yankovic, pseudonimo di Alfred Matthew Yankovic (Downey, 23 ottobre 1959), è un cantautore, fisarmonicista, attore e comico statunitense.
Ha registrato la sua prima parodia nel 1976, ha venduto più di 12 milioni di album (a partire dal 2007), ha registrato più di 150 brani fra parodie e canzoni originali, e ha eseguito oltre 1 000 spettacoli dal vivo. Le sue opere gli hanno fatto guadagnare cinque Grammy Awards e altre undici nomination, quattro dischi d'oro e sei dischi di platino negli Stati Uniti. Il suo album Mandatory Fun è diventato il suo album con più vendite durante la prima settimana di debutto.
Oltre a registrare i suoi album, Yankovic ha scritto e recitato nel film UHF (1989) e nella serie televisiva The Weird Al Show (1997). Ha anche fatto apparizioni come ospite o come cameo e ha recitato in molti spettacoli televisivi e contenuti web video, oltre a recitare negli speciali di Al TV su MTV. Ha anche scritto due libri per bambini, When I Grow Up e My New Teacher and Me!

## Biografia

### Origini e formazione
Nacque a Downey, ma crebbe a Lynwood, da padre statunitense di origini croate e da madre statunitense di origini inglesi e italiane. Iniziò a suonare la fisarmonica poco prima dei sei anni; infatti un venditore porta a porta che passava da Lynwood offrì ai genitori di Yankovic una scelta di lezioni di fisarmonica o chitarra in una scuola di musica locale, e i suoi genitori optarono per il primo strumento musicale. Yankovic frequentò le lezioni per tre anni prima di decidere di imparare da solo.
Iniziò l'asilo un anno prima della maggior parte dei bambini, saltando la seconda elementare. Frequentò successivamente la Lynwood High School, senza mostrare interesse per eventi sportivi o sociali a scuola, ma partecipando attivamente ai programmi extracurriculari scolastici. Si diplomò nel 1975 e l'anno seguente studiò Architettura presso la California Polytechnic State University - ove conseguì un bachelor's degree in architettura - trovando un primo impiego come disc jockey presso la radio dell'università, la San Luis Obispo radio station.

### La maturità e il matrimonio
Al divenne vegetariano nel 1992, quando la sua fidanzata del tempo gli regalò una copia del libro di John Robbins Diet for a New America. Il libro, ha raccontato, «ha descritto […] un argomento molto convincente per una dieta vegetariana rigorosa». Quando gli venne chiesto come potesse essere coerente esibirsi ad eventi come il Great American Rib Cook-Off come vegano, rispose: «Allo stesso modo in cui posso razionalizzare il suonare in un college anche se non sono più uno studente». In un'intervista del 2011 rilasciata al sito web di notizie OnMilwaukee, Yankovic chiarì la propria posizione sull'argomento dichiarando: «Sono ancora vegetariano e provo a essere vegano, ma a volte baro. Se c'è una pizza al formaggio sul bus della band, potrei rubarne un pezzo».
Il 10 febbraio 2001 sposò Suzanne Krajewski, con la quale ha avuto una figlia, Nina, nata l'11 febbraio 2003. Contrariamente alla sua personalità estroversa, Yankovic è conosciuto da amici e colleghi come educato, timido e introverso, anche in famiglia. Yankovic si professa cristiano e una coppia che frequenta la sua chiesa di riferimento apparve sulla copertina di Poodle Hat. Il background religioso di Yankovic si riflette nella sua astinenza da volgarità, alcol, tabacco e droghe; lui e la sua famiglia vivono a Los Angeles in una casa precedentemente posseduta (in periodi diversi) dallo scrittore Jack S. Margolis e dal rapper Heavy D.

### La morte dei genitori nel 2004
Il 9 aprile 2004 i genitori di Al (Nick Louis Yankovic, 86 anni, e Mary, 81 anni) vennero trovati privi di vita nella loro casa a Fallbrook, apparentemente vittime di avvelenamento da monossido di carbonio. La notte seguente, Al tenne un proprio concerto ad Appleton, sperando che la sua musica, che era stata d'aiuto ai suoi fan nei momenti difficili, potesse funzionare anche con lui e che «almeno [...] mi farebbe fare una pausa dal singhiozzare continuamente». La loro morte è avvenuta subito dopo l'uscita di Poodle Hat, che è stato l'album più venduto di Yankovic in 20 anni.
Yankovic considerò quello spettacolo e il successivo tour terapeutici: «Se non avessi avuto nulla che mi potesse distrarre, probabilmente mi sarei trovato in una depressione ancora più profonda. Per un paio d'ore ogni sera, sarei potuto salire sul palco e mettere su un grande sorriso falso e fingere che tutto andasse bene.» In un'intervista del 2014, Yankovic definì la morte dei suoi genitori «la cosa peggiore che mi sia mai capitata», aggiungendo: «Sapevo intellettualmente che ad un certo punto, probabilmente, avrei dovuto sopravvivere alla morte dei miei genitori, ma non avrei mai pensato che sarebbe stato contemporaneamente, e così bruscamente».

## Carriera

### 1976-1981: Dr. Demento e le prime opere
Nel 1976, il Dr. Demento parlò alla scuola di Yankovic, dove l'allora sedicenne Yankovic gli diede un nastro fatto in casa di canzoni originali e parodistiche eseguite sulla fisarmonica nella camera da letto di Yankovic su un «piccolo registratore a nastro». La prima canzone del nastro, Belvedere Cruisin' - sulla Plymouth Belvedere della sua famiglia - fu suonata nel programma radiofonico della commedia di Demento, dando il via alla carriera di Yankovic. Demento dichiarò: «Belvedere Cruising potrebbe non essere stata la migliore canzone che io abbia mai ascoltato, ma aveva alcune linee intelligenti [...] che ho messo immediatamente in onda il nastro.» Yankovic suonò anche nelle caffetterie locali, accompagnato dal suo compagno di dormitorio Joel Miller, che l'accompagnava con i bonghi. Yankovic in seguito disse: «Era un po' come la notte della musica amatoriale, e molte persone si presentavano come degli aspiranti Dan Fogelbergs, si alzavano sul palco con la loro chitarra acustica e facevano delle adorabili ballate. Io mi alzavo con la mia fisarmonica e iniziavo a suonare il tema di 2001: Odissea nello spazio, e la gente rimaneva un po' scioccata dal fatto che avevo interrotto la loro "festosa" festa popolare del giovedì sera». Durante il secondo anno di Yankovic da studente di Architettura a Cal Poly, divenne un disc jockey al KCPR, la radio dell'università. Yankovic era stato inizialmente chiamato "Weird Al" come soprannome dispregiativo, visto che era considerato strano rispetto agli altri residenti. Anche se inizialmente lo prese come un insulto, Yankovic alla fine lo accettò professionalmente come parte del suo personaggio per l'emittente. Nel 1978 pubblicò la sua prima registrazione (come Alfred Yankovic), Take Me Down, sull'LP Slo Grown, come beneficio per la Commissione Opportunità economica della Contea di San Luis Obispo. La canzone prese in giro famosi punti di riferimento vicini come Bubblegum Alley e i bagni delle fontane del Madonna Inn.
A metà del 1979, poco prima del suo ultimo anno all'università, My Sharona dei The Knack era in classifica e Yankovic portò la sua fisarmonica nel bagno di fronte alla sala della stazione radio per sfruttare l'acustica della camera di eco e registrò una parodia intitolata My Bologna. La inviò alla trasmissione del Dr. Demento, che la trasmise per settimane, anche perché la parodia ricevette una buona risposta dagli ascoltatori. Yankovic incontrò i The Knack dopo uno spettacolo al college e si presentò come l'autore di My Bologna. Il cantante dei Knack, Doug Fieger, disse che gli piaceva la canzone e suggerì al vice presidente della Capitol Records, Rupert Perry, di pubblicarla come singolo. L'etichetta diede a Yankovic un contratto discografico di sei mesi e My Bologna venne pubblicata come singolo insieme a School Cafeteria sul lato B; da allora Yankovic, che «stava ottenendo solo voti medi» nella sua laurea in architettura, iniziò a rendersi conto che avrebbe potuto fare una carriera di musica comica.
Il 14 settembre 1980, Yankovic fu ospite al Dr. Demento Show, dove registrò una nuova parodia dal vivo. La canzone si chiamava Another One Rides the Bus, una parodia del successo dei Queen Another One Bites the Dust. Mentre provava la canzone fuori dalla cabina del suono, incontrò Jon "Bermuda" Schwartz, che gli disse di essere un batterista e accettò di battere sulla custodia della fisarmonica di Yankovic per aiutarlo a mantenere un ritmo costante durante la canzone. Provarono la canzone solo poche volte prima dell'inizio dello spettacolo: Another One Rides the Bus divenne così popolare che la prima apparizione televisiva di Yankovic fu un'esibizione della canzone al The Tomorrow Show (21 aprile 1981) con Tom Snyder. Nello show, Yankovic suonò la sua fisarmonica e, di nuovo, Schwartz "suonò" la custodia della fisarmonica e fornì effetti sonori comici. L'etichetta discografica di Yankovic, TK Records, fallì circa due settimane dopo l'uscita del singolo, quindi Yankovic non ricevette nessuna royalty dall'uscita iniziale del brano.

### 1981-1997: La band e la fama
Il 1981 portò Yankovic in tournée per la prima volta come parte dello spettacolo teatrale dello show del Dr. Demento. Dopo uno spettacolo teatrale in un nightclub a Phoenix, in Arizona, attirò l'attenzione del manager Jay Levey, che diventò il suo manager, Levey chiese a Yankovic se avesse mai preso in considerazione l'idea di creare una band completa e di fare musica a tempo pieno. Yankovic ammise di avere da tempo intenzione di creare una band e quindi Levey fece delle audizioni. Steve Jay divenne il bassista di Yankovic e Jim West, amico di Jay, divenne il chitarrista. Schwartz continuò a suonare la batteria. Il primo spettacolo di Yankovic con la sua nuova band fu il 31 marzo 1982.
Yankovic e la sua band registrarono I Love Rocky Road, (una parodia di I Love Rock 'n' Roll dei The Arrows, di cui era appena uscita la versione di Joan Jett & the Blackhearts) che venne prodotta da Rick Derringer nel 1982. La canzone divenne un successo entrando nella Top 40 di diverse radio, il successo del brano portò Yankovic alla firma con la Scotti Brothers Records. che pubblicò il primo album omonimo di Yankovic nel 1983. La canzone Ricky venne pubblicata come singolo e il video musicale venne trasmesso sulla neonata MTV. Ricky raggiunse i primi 100 video su MTV, Yankovic lo prese come un segno che la sua carriera sarebbe stata nella musica, quindi lasciò il suo lavoro come impiegato di posta presso gli uffici locali di Westwood One per proseguire con la carriera musicale.
Yankovic pubblicò il suo secondo album "Weird Al" Yankovic in 3-D nel 1984. Il primo singolo Eat It, una parodia della canzone di Michael Jackson Beat It, divenne popolare, anche grazie al videoclip musicale che venne registrato nelle stesse ambientazioni del videoclip originale di Beat It, e quella che Yankovic descrisse sarcasticamente come la sua «strana somiglianza» con Jackson. Eat It venne anche aiutata dal primo degli special di Al TV trasmessi su MTV a partire dal 1º aprile 1984, con un picco al numero 12 della Billboard Hot 100 il 14 aprile 1984, Eat It è rimasto il singolo più ricco di ascolti di Yankovic fino a quando White & Nerdy si è classificata al nono posto nell'ottobre 2006.
Nel 1985, Yankovic scrisse e recitò nella parodia di documentario sulla sua stessa vita intitolata The Compleat Al (il titolo richiama il documentario del 1982 The Compleat Beatles), che intreccia i fatti reali della sua vita fino a quel punto con la finzione. Il film conteneva anche alcune clip del viaggio di Yankovic in Giappone e alcune clip degli speciali di Al TV. Il Compleat Al è stato co-diretto da Jay Levey, che avrebbe diretto anche UHF quattro anni dopo. Pubblicato nello stesso periodo di The Compleat Al c'era anche The Authorized Al, un libro biografico basato sul film. Il libro, simile a un album di ritagli, includeva fotografie e documenti umoristici reali e immaginari.
Sempre nel 1985 Yankovic pubblicò il suo terzo album in studio, Dare to Be Stupid, uno degli album più famosi di Yankovic, che contiene singoli come Like a Surgeon, parodia di Like a Virgin di Madonna che parla di un chirurgo maldestro che combina dei disastri in sala operatoria. Like a Surgeon è famosa soprattutto per il suo videoclip, ambientato in un vero ospedale (chiuso per fallimento) dove Weird Al e gli altri componenti della band interpretano dei chirurghi maldestri. Dare to Be Stupid, singolo che dà nome all'album, è una parodia dei Devo.

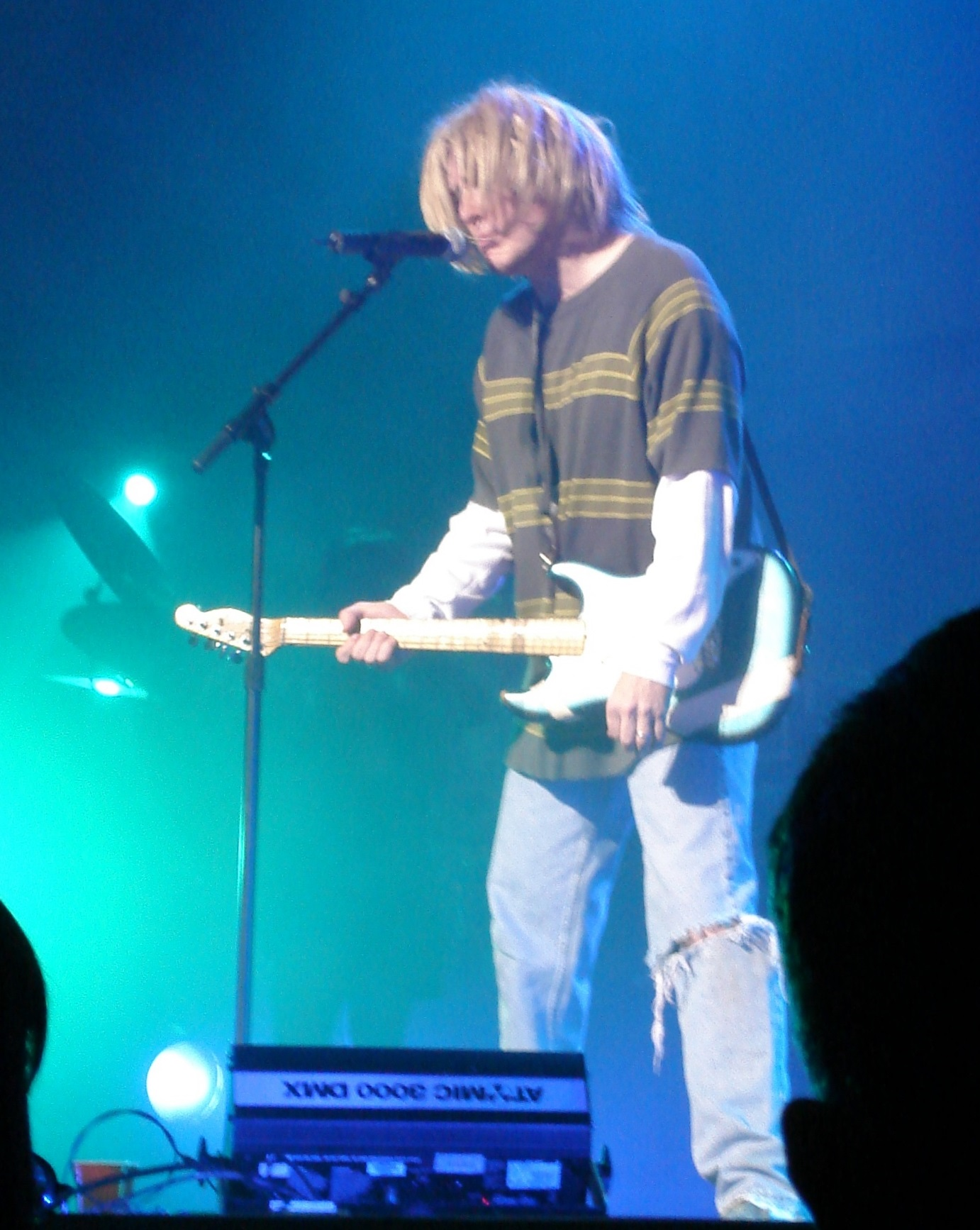
"Weird Al" Yankovic sul palco, mentre suona Smells Like Nirvana nei panni di Kurt Cobain

Nel 1988 pubblicò il suo album di maggiore successo, Even Worse, che contiene brani quali Lasagna, parodia della canzone La Bamba dei Los Lobos, e Fat, parodia della canzone Bad di Michael Jackson. Quest'ultimo pezzo vinse un Grammy nella categoria "Miglior video musicale" nel 1988. Il videoclip di Fat è una parodia di quello di Bad e venne usata la stessa metropolitana presente nel video originale di Michael Jackson, ma all'inizio della canzone Yankovic si trasforma in un uomo grasso e anche i ballerini che danzano insieme a lui sono obesi. Sebbene sia maggiormente conosciuto per le sue parodie, Yankovic ha inciso un gran numero di canzoni originali, come Why Does this Always Happen to Me? e Hardware Store. L'umorismo di Yankovic tende a creare contrasti inaspettati tra l'immagine dell'artista e il contenuto della canzone; alcune delle sue canzoni originali sono «parodie di stile», dove prende l'intero operato di un gruppo musicale e lo rielabora parodisticamente. Due gruppi su cui ha lavorato sono Devo (con Dare to Be Stupid) e They Might Be Giants (Everything You Know Is Wrong). Buona parte dei suoi videoclip sono anch'essi parodie dalle clip originarie. L'esempio più calzante è con le due cover di Michael Jackson, prima Eat it (da Beat It), poi Fat (da Bad), entrambi realizzati nelle stesse location e con gli stessi figuranti. Altrettanto fece successivamente con Smells Like Teen Spirit dei Nirvana, divenuto Smells Like Nirvana.
Intanto nel 1991 alla band si aggiunse il tastierista Rubén Valtierra, e a partire dalla metà degli anni 1990 è apparso annualmente alla Minnesota State Fair.
Fino al 1992, sei degli album di Yankovic vennero prodotti da Rick Derringer, con il quale vinse due Grammy Awards. Tuttavia, a causa di una combinazione delle partiture musicali più complesse di Yankovic (che coinvolgono corni e altri strumenti) e problemi relativi alla droga che Derringer aveva in quel momento, Yankovic assunse la produzione dei suoi album nel 1992.
Nel 1992 uscì Off the Deep End, il settimo album studio di Yankovic e il primo album autoprodotto, vincitore di un Disco d'Oro e un Disco di Platino, album che viene candidato ai Grammy come "Best Commedy Album", i singoli di Off The Deep End sono Smells Like Nirvana, pubblicata il 3 aprile 1992, You Don't Love Me Anymore, pubblicata il 19 giugno 1992 e Taco Grande, pubblicata ad agosto 1992.
Un libro biografico sulla vita di Yankovic, scritto dal Dr. Demento, fu pubblicato con la compilation del 1994 Permanent Record: Al in the Box. La Dr. Demento Society, che pubblica annualmente le riedizioni di materiale da Basement Tapes del Dr. Demento, spesso include brani inediti di Yankovic, come Pacman o It's Still Billy Joel To Me o la versione live di School Cafeteria.
Nel 1996 fece uscire Bad Hair Day il suo ottavo album, contenente Amish Paradise (parodia di Gangsta's Paradise di Coolio del 1995), che parla di un amish che racconta, in un modo un po' demenziale, le usanze e le tradizioni della sua comunità. Amish Paradise è una delle parodie più conosciute di Yankovic, anche grazie al suo videoclip che contiene non poche citazioni di Gangsta's Paradise, mostra Weird Al senza baffi, con una folta barba finta e con i tipici abiti degli amish. Amish Paradise ebbe anche delle controversie: nonostante Yankovic, tradizionalmente, richieda il permesso agli artisti oggetto di parodia e la sua casa discografica avesse garantito il consenso da parte di Coolio, quest'ultimo dichiarò in seguito di non aver dato il proprio assenso. Ciò creò una piccola controversia, oltre alle speculazioni secondo le quali Coolio avesse in realtà dato il suo permesso per poi in seguito pentirsene, ritenendo la parodia "poco cool", o su una possibile menzogna da parte dell'etichetta discografica di Yankovic, decisamente speranzosa nel successo del brano. Yankovic dichiarò poi su Behind the Music di aver scritto una lettera di scuse a Coolio, mai inviata, e che Coolio non protestò quando ricevette l'assegno dei diritti d'autore sui profitti della canzone.

### 1998-presente: nuovo look ed evoluzione della carriera
Anche se il look di Al consisteva in capelli corti e ricci, occhiali e baffi, nel 1998, dopo essersi sottoposto alla LASIK per correggere la sua miopia tolse gli occhiali e decise di radersi i baffi definitivamente e di farsi crescere i capelli. Quando Running with Scissors uscì nel 1999, mostrò un aspetto radicalmente cambiato, anche se in precedenza si era già rasato i baffi nel 1983 per il video di Ricky per assomigliare a Desi Arnaz, nel 1989 per segmenti del video musicale di UHF, e nel 1996 per il video di Amish Paradise. Yankovic ha pensato: «Se a Madonna è permesso di reinventarsi ogni 15 minuti, immagino che dovrei essere bravo a cambiare almeno una volta ogni 20 anni». Parodiò la reazione a questo «nuovo look» in uno spot pubblicitario per il suo inesistente MTV Unplugged special. Lo spot includeva Yankovic con una parrucca dai capelli corti del video musicale per River degli Hanson, affermando che il suo nuovo look era un tentativo di «tornare al nocciolo di quello che sto facendo, [...] la musica».
Nel 2003 pubblicò Poodle Hat. Il singolo dell'album è Couch Potato, parodia di Lose Yourself di Eminem. Il video non vemme prodotto, in quanto Eminem non concesse i diritti per girarlo. Yankovic ricevette tre Grammy Awards; nel 2004 venne candidato alla Rock and Roll Hall of Fame e commentò: «Penso che le mie possibilità di farmi strada nella Rock & Roll Hall Of Fame sono buone quanto quelle dei Milli Vanilli».
Il 21 agosto 2006 pubblicò (direttamente come download libero) la canzone sarcastica Don't Download This Song, con cui esprime le sue posizioni critiche nei confronti della RIAA. Il titolo è un omaggio al brano Download This Song del rapper MC Lars (Andrew Robert Nielsen), anch'egli critico nei confronti delle major del disco.
Il 22 agosto 2006 uscì anche il video, anch'esso disponibile come download libero. Il 26 settembre 2006 uscì il suo nuovo album dal titolo Straight Outta Lynwood, contenente il singolo Don't Download This Song. Inizialmente il primo singolo doveva essere You're Pitiful, una parodia di You're Beautiful di James Blunt. Dopo che la canzone fu approvata da James e in seguito registrata, la Atlantic Records vietò a "Weird Al" di inserire la canzone nell'album. Così Al mise la canzone come "free-download" nel suo sito: è possibile scaricare gratuitamente la canzone sul sito ufficiale dell'artista.
Straight Outta Lynwood è il primo album di "Weird Al" che riuscì ad arrivare al 10º posto nella Billboard Chart e in più il suo nuovo singolo White & Nerdy arrivò al 9º posto. L'album ebbe parecchio successo, ma ancora di più la canzone White & Nerdy. L'album è DualDisc: un lato CD audio e l'altro DVD. Nella parte DVD è possibile ascoltare i brani in 5.1 Dolby Surround, è presente la versione karaoke di tutti i brani, un video dietro le quinte della lavorazione dell'album e ben 6 video animati delle canzoni originali. Tutti i video vennero animati da personaggi noti nell'animazione (Bill Plympton, Thomas Lee, David Lovelace, John Kricfalusi, Katie Rice, Jim Blashfield, Robot Chicken animation team). L'album ebbe due nomination ai Grammy 2007 (Miglior Album Comedy e Miglior Sistema Surround). La rivista Rolling Stone inserì Trapped in the Drive-Thru al 77º posto tra le migliori canzoni del 2006.
Yankovic iniziò anche a esplorare la distribuzione digitale delle sue canzoni. Il 7 ottobre 2008, Yankovic pubblicò su iTunes Store Whatever You Like, parodia della canzone di T.I. dallo stesso titolo, che Yankovic disse di aver escogitato due settimane prima. Yankovic affermò che il vantaggio della distribuzione digitale è che «Non devo aspettare che le mie canzoni diventino vecchie e datate, posso farle uscire su Internet quasi immediatamente». Nel 2009, Yankovic pubblicò altre quattro canzoni: Craigslist il 16 giugno, Skipper Dan il 14 luglio, CNR il 4 agosto e Ringtone il 25 agosto. Queste cinque canzoni in digitale vennero confezionate sotto forma di EP digitale intitolato Internet Leaks, con Whatever You Like incluso retroattivamente nel set.
Nel 2011, Yankovic completò il suo tredicesimo album in studio, intitolato Alpocalypse, che venne distribuito il 21 giugno 2011. L'album contiene le cinque canzoni della precedente versione del download digitale di Internet Leaks, una polka medley chiamata Polka Face, una canzone chiamata TMZ per la quale Bill Plympton creò un video musicale animato e altre cinque nuove canzoni, Yankovic inoltre aveva riferito di essere interessato a parodiare una canzone di Lady Gaga, e il 20 aprile annunciò di aver scritto e registrato una parodia di Born This Way intitolata Perform This Way, per essere il singolo principale del suo nuovo album. Tuttavia, dopo averlo presentato al manager di Lady Gaga per l'approvazione (cosa che Yankovic fa per gentile concessione), non gli venne concesso il permesso di pubblicarlo commercialmente. Come aveva già fatto in circostanze simili (con la sua parodia di I'm beautiful di James Blunt, intitolata You're Pitiful), Yankovic ha quindi pubblicato la canzone gratuitamente su Internet. Poco dopo, il manager di Gaga ammise di aver negato la parodia di propria iniziativa senza inoltrare la canzone al suo cliente e, vedendola online, Lady Gaga concesse il permesso per la parodia. Yankovic dichiarò che tutti i suoi proventi della parodia e del suo video musicale sarebbero stati donati alla campagna sui diritti umani, a sostegno dei temi dei diritti umani della canzone originale. 
Yankovic fu anche giudice per la decima edizione degli Independent Music Awards a supporto della carriera degli artisti indipendenti. Sempre nel 2011 partecipò alla serie TV How I Met Your Mother, dove nella settima puntata della settima stagione interpretava proprio se stesso in un piccolo cameo (la puntata stessa è ricca di riferimenti a lui e alle sue canzoni).
Nel settembre 2013, Yankovic dichiarò che stava lavorando a un nuovo album, ma non fornì dettagli. Nel 2014, usò i social media per suggerire una versione del 15 luglio di questo nuovo album, come notato da Rolling Stone. La copertina e il titolo dell'album, Mandatory Fun, vennero pubblicati dal suo editore. Yankovic dichiarò in un'intervista che promuove l'album che, con la fine del suo contratto discografico, è probabilmente il suo ultimo album tradizionale, nel senso di registrare e pubblicare molte canzoni contemporaneamente; ha detto che probabilmente passerà alla pubblicazione di singoli ed EP su Internet, un metodo che offre opportunità di diffusione più immediate poiché Yankovic considera le sue parodie in particolare come qualcosa che può essere datato al momento dell'uscita. Mandatory Fun venne pubblicato con grandi elogi dalla critica e fu il primo album di debutto nelle classifiche di Billboard la settimana della sua uscita, sostenuto dall'approccio di Yankovic per la pubblicazione di otto video musicali in otto giorni consecutivi che hanno attirato l'attenzione virale sull'album come descritto di seguito. È diventato il primo album numero 1 di Yankovic nella sua carriera. Inoltre, la canzone Word Crimes (una parodia di Blurred Lines di Robin Thicke) ha raggiunto la posizione n. 39 nella Top 100 dei singoli nella stessa settimana; questo è il quarto singolo Top 40 di Yankovic e lo ha reso il terzo artista musicale, dopo Michael Jackson e Madonna, ad avere un singolo Top 40 in ogni decennio dagli anni '80. 
Da Mandatory Fun, Yankovic non ha pubblicato altri album. In un'intervista del 2017 a Rolling Stone, Yankovic dichiarò: «Non posso dirti quando uscirà del materiale. L'ispirazione potrebbe colpire domani e potrei avere qualcosa in uscita il prossimo mese. Non c'è nessun piano. Sarà solo quando si presenterà essere».
Dopo diversi anni di campagne guidate dai fan, Yankovic ricevette una stella sulla Hollywood Walk of Fame nel 2018, che si può trovare al 6914 di Hollywood Boulevard, dall'altra parte della strada rispetto al TCL Chinese Theatre.

Nel marzo 2018 Al pubblicò una nuova canzone, The Hamilton Polka, un miscuglio di polka composto da diverse canzoni del musical Hamilton. La canzone ha il primato di essere la prima canzone polka a essere classificata nella classifica delle vendite di canzoni digitali di Billboard. Dopo che Hamilton fu presentato in anteprima su Disney+ nel luglio 2020, Yankovic pubblicò una versione video di The Hamilton Polka che sincronizzava la sua canzone con i videoclip dello spettacolo. Sempre a marzo, Al pubblicò due remix di canzoni di Portugal the Man: Feel It Still e Live in the Moment.

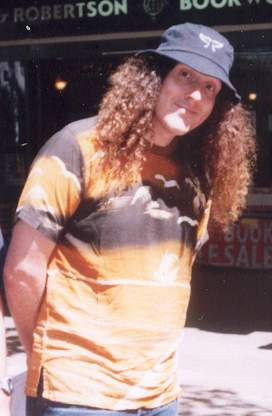
Yankovic nel 2010

## Stile musicale e influenze
Il successo di Yankovic deriva in parte dal suo uso efficace dei video musicali per parodiare ulteriormente la cultura popolare, l'artista autore della canzone originale e i video musicali originali stessi, scena per scena in alcuni casi. In seguito ha diretto se stesso in video e ha continuato a dirigere altri artisti, tra cui Ben Folds, Hanson, The Black Crowes e The Presidents of the United States of America.
Con il declino della televisione musicale e l'inizio dei social media, Yankovic ha usato YouTube e altri siti di video per pubblicare i suoi video; questa strategia si è rivelata efficace, contribuendo ad aumentare le vendite dei suoi album successivi, incluso Mandatory Fun. Yankovic ha dichiarato che potrebbe rinunciare agli album tradizionali a favore di uscite tempestive di singoli ed EP a seguito di questo successo.

### Parodie

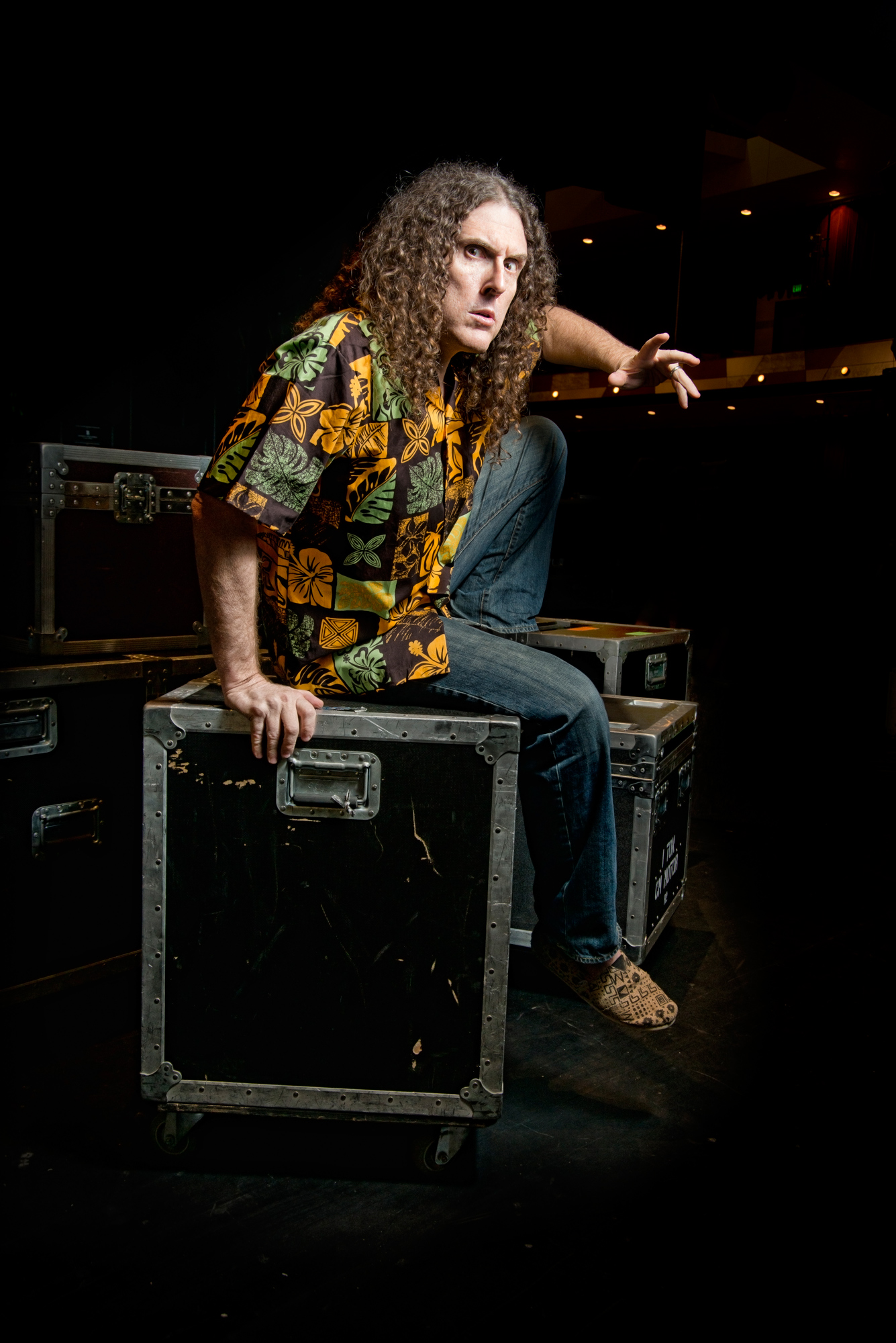
Yankovic, fotografato da Kyle Cassidy

Yankovic è famoso per aver creato parodie di successi radiofonici contemporanei, che in genere costituiscono circa la metà delle sue uscite in studio. A differenza di altri artisti comici come Allan Sherman, Yankovic e la sua band si sforzano di mantenere la musica di supporto nelle sue parodie uguale all'originale, trascrivendo l'orecchio originale e ri-registrando la canzone per la parodia. In alcuni casi, nel richiedere alla band originale di consentire la sua parodia, molte band si offrirono anche di dare una mano con la ricreazione: i membri dei Dire Straits Mark Knopfler e Guy Fletcher si esibiscono in Money for Nothing/Beverly Hillbillies*, la parodia di Yankovic di Money for Nothing dei Dire Straits. Mentre gli Imagine Dragons hanno fornito a Yankovic consigli su come ricreare alcuni dei suoni elettronici che hanno usato per la parodia di Radioactive (Inactive). La carriera di Yankovic nella musica, per commedie e novità ha superato molti dei suoi target di parodia mainstream, come Toni Basil, MC Hammer e Men Without Hats. Il continuo successo di Yankovic (tra cui il top 10 White & Nerdy e l'album Straight Outta Lynwood nel 2006) gli ha permesso di sfuggire allo stigma a colpo singolo spesso associato alla musica contemporanea.
Yankovic considera il suo lavoro principalmente caratterizzato da parodie, piuttosto che satire della canzone o dell'artista originale, poiché ha scoperto che la satira di canzoni o artisti è già stata fatta prima. La maggior parte delle canzoni di Yankovic consiste nella musica della canzone originale, con un set separato e non correlato di testi divertenti. L'umorismo di Yankovic risiede normalmente nella creazione di incongruenze inaspettate tra l'immagine di un artista e l'argomento della canzone, contrastando lo stile della canzone con il suo contenuto (come le canzoni Amish Paradise, White & Nerdy e You're Pitiful), o nel sottolineare tendenze o opere che sono diventate luoghi comuni della cultura pop (come eBay e Don't Download This Song). Le parodie di Yankovic sono spesso satiriche della cultura popolare, tra cui la televisione (vedi The TV Album), i film (The Saga Begins) e il cibo (vedi The Food Album). Yankovic afferma di non avere intenzione di scrivere musica «seria». Nel suo ragionamento, «Ci sono abbastanza persone che fanno musica insolita. Lascerò le cose serie a Paris Hilton e Kevin Federline».
Yankovic considera Smells Like Nirvana la sua prima vera canzone satirica, che fa riferimento a testi incomprensibili in Smells Like Teen Spirit dei Nirvana. Altre canzoni satiriche includono Achy Breaky Song, che si riferisce alla canzone Achy Breaky Heart, (This Song's Just) Six Words Long, che si riferisce ai testi ripetitivi in Got My Mind Set on You, e Perform This Way, impostato su Born This Way di Lady Gaga che ha tratto ispirazione dall'atteggiamento bizzarro ma sicuro di Lady Gaga.
Yankovic è il solo autore di tutte le sue canzoni e, per «motivi legali e personali», non accetta osservazioni di parodia o idee dai fan. Esiste, tuttavia, un'eccezione a questa regola: si dice che Madonna stesse parlando con un'amica e si fosse chiesta per caso ad alta voce quando Yankovic avrebbe trasformato la sua Like a Virgin in Like a Surgeon. L'amico di Madonna era un amico comune del manager di Yankovic, Jay Levey, e alla fine Yankovic stesso sentì la storia di Levey. Nello scrivere le sue parodie e le sue canzoni originali, Yankovic trascorre molto tempo nel decidere le parole giuste che non solo corrispondono al ritmo della canzone originale ma che si adattano al tema della parodia. Dice che alcune canzoni gli hanno richiesto settimane per comporre i testi mentre permea le varie scelte, a volte entrando in una «fase di zombi» mentre li rimugina a casa sua. Per esempio, Yankovic crede che avrebbe potuto scrivere una versione completamente diversa di White & Nerdy basata sulle scelte alternative di testi che aveva escogitato e che aveva scartato per la canzone finale. Ha anche fatto ricerche significative per altre parodie di canzoni per ottenere fatti e parole chiave per determinate aree di conoscenza, come I Think I'm a Clone Now oppure ospedali per Like a Surgeon. Yankovic ha documentato tutti questi tentativi lirici passati, prima attraverso i raccoglitori e poi informatizzati nel caso in cui abbia necessità di tornarvi per canzoni future.

### Polka medleys
La maggior parte degli album in studio di Yankovic include una mescolanza di polka di una dozzina di canzoni contemporanee al momento dell'album, con i cori o le strofe memorabili di varie canzoni giustapposte per effetto umoristico. All'inizio della carriera di Yankovic, prima di registrare il suo primo album, aveva suonato questi medley di polka in spettacoli dal vivo in California, anche se poi utilizzava canzoni di band meno conosciute come Bad Brains e Plasmatics. Era stato ispirato a farlo da Spike Jones, che aveva trasformato la musica classica in polka. Yankovic disse che convertire queste canzoni in polka era «il modo in cui Dio intendeva quelle canzoni». Yankovic non incluse un medley nel suo primo album, ma lo incluse nel suo secondo album, In 3-D, riconoscendo che avrebbe funzionato solo se avesse usato canzoni famose. Il risultato Polkas on 45, che conteneva brani di Devo, Deep Purple, Berlin e The Beatles, divenne popolare, e il medley polka divenne un punto fermo di tutti i futuri album di Yankovic tranne uno. Yankovic ha affermato che «i fan sarebbero in rivolta per le strade, penso, se non avessi fatto un medley polka». Altri medley polka attuali presentano canzoni che Yankovic aveva voluto parodiare ma si è rivelato difficile, come Get Lucky dei Daft Punk, che mancava di testi sufficienti per la parodia. Le polke sono registrate in studio, inclusi gli effetti sonori che vengono eseguiti dal vivo durante la registrazione, che Yankovic ha considerato una delle sue parti preferite della registrazione.

### Canzoni originali
Yankovic ha registrato numerose canzoni umoristiche originali, come You Don't Love Me Anymore e One More Minute. Molte di queste canzoni sono "pastiche" di stile di gruppi specifici con allusioni a brani specifici. Per esempio, First World Problems di Mandatory Fun è una versione di stile dei Pixies, con la strofa iniziale che ricorda Debaser dei Pixies. Altre parodie di stile includono quelle dei Rage Against the Machine con I'll Sue Ya (che presenta molti aspetti della canzone di successo Killing in the Name), Devo con Dare to Be Stupid, Talking Heads con Dog Eat Dog, Frank Zappa con Genius in France, Nine Inch Nails con Germs e Queen con Ringtone. Alcune canzoni sono "pastiche" di un genere musicale nel suo complesso, piuttosto che di una band specifica (per esempio, musica country con Good Enough For Now, dischi di beneficenza con Don't Download This Song) e brani di lotta universitaria con Sports Song. Yankovic ha dichiarato di non avere brani originali inediti, ma si avvicina e si impegna per le idee sulle canzoni a cui arriva per i suoi album e altre uscite.
Yankovic ha contribuito con canzoni originali a diversi film (This Is the Life di Johnny Dangerously; Polkamon nel film Pokémon: The Movie 2000 e una parodia della sequenza del titolo di James Bond in Spy Hard), oltre al suo film, UHF. Altre sue canzoni sono apparse anche in film o serie televisive, come Dare to Be Stupid in The Transformers: The Movie.

### Temi ricorrenti
Una delle battute ricorrenti di Yankovic riguarda il numero 27. È menzionato nei testi di diverse canzoni e visto nelle copertine di Running with Scissors, Poodle Hat e Straight Outta Lynwood. Inizialmente aveva usato il numero 27 come una figura casuale da usare per compilare i testi, ma quando i suoi fan hanno iniziato a notare il riutilizzo del numero dopo le prime volte, ha iniziato a far cadere intenzionalmente i riferimenti al 27 nei suoi testi, video e copertine degli album. Spiega che «È solo un numero che ho iniziato a usare a cui la gente ha iniziato a dare molta importanza». Altre battute ricorrenti ruotano attorno al nome "Bob" (le interviste di Al TV spesso citano il nome, il personaggio di David Bowe in UHF si chiama Bob, e una canzone chiamata "Bob", realizzata nello stile di Bob Dylan, è presente su Poodle Hat), Frank (ad es. Frank's 2000" TV) e il cognome "Finkelstein" (per esempio, nel video musicale di I Lost on Jeopardy, o il personaggio di Fran Drescher, Pamela Finkelstein, in UHF). Oppure, un criceto chiamato Harvey the Wonder Hamster è un personaggio ricorrente in The Weird Al Show e negli speciali di Al TV, nonché il soggetto di una canzone originale su Alapalooza. Altre battute ricorrenti includono il prestito di Yankovic, o in debito con $ 5. In diverse interviste di Al TV, spesso chiede se può prendere in prestito $ 5, rifiutando ogni volta. Questo motivo si verifica anche in Why Does This Always Happen to Me?, in cui il suo amico defunto gli deve $ 5. Un'altra battuta ricorrente è la sua attrazione per le narici femminili o le narici in generale. È presente in numerose interviste di Al TV e in alcune delle sue canzoni (Albuquerque e Wanna B Ur Lovr per citarne alcune.) Yankovic chiede anche ai suoi ospiti celebrità se «si raderebbero la schiena per un nichelino» (questo appare anche nella canzone Albuquerque). Yankovic ha anche inserito due messaggi di backmasking nelle sue canzoni. Il primo, in Sentiero naturalistico verso l'inferno (Nature Trail to Hell), oppure Satana mangia Cheez Whiz (Satan Eats Cheez Whiz); il secondo, in I Remember Larry, dice «Wow, devi avere un sacco di tempo libero a disposizione».

### Videoclip
Mentre le parodie musicali di Yankovic generalmente non includono riferimenti alle canzoni o agli artisti delle canzoni originali, i video musicali di Yankovic a volte parodia del video musicale della canzone originale in tutto o in parte. In particolare, il video di Smells Like Nirvana utilizza un set estremamente simile a Smells Like Teen Spirit dei Nirvana, incluso l'utilizzo di diversi attori uguali questo videoclip; inoltre, ha partecipato agli MTV Video Music Awards del 1992 per il miglior video maschile. Altri video che derivano direttamente da quelli della canzone originale ad esempio, Eat It, Fat, Money for Nothing / Beverly Hillbillies *, Bedrock Anthem, Headline News, It's All About the Pentiums, Amish Paradise,Like a Surgeon e White & Nerdy. Il video di Dare to Be Stupid è, come affermato dallo stesso Yankovic, una parodia di stile in generale dei videoclip dei Devo.
Diversi video hanno incluso apparizioni di celebrità importanti oltre a Yankovic e alla sua band. Dr. Demento è apparso in molti dei primi videoclip di Yankovic, come I Love Rocky Road e Ricky. L'attore Dick Van Patten è apparso sia in Smells Like Nirvana che in Bedrock Anthem; Drew Carey, Emo Philips e Phil LaMarr sono apparsi in It's All About the Pentiums; Keegan-Michael Key, Jordan Peele, Donny Osmond, Judy Tenuta e Seth Green sono apparsi in White & Nerdy; Ruth Buzzi e Pat Boone sono apparsi in Gump. Il video di I Lost on Jeopardy include un'apparizione di Greg Kihn, l'artista originale della canzone parodiata, Jeopardy, insieme a Don Pardo e Art Fleming, presentatore e conduttore originale di Jeopardy!, come loro stessi. Florence Henderson interpreta una seduttrice Amish in Amish Paradise.
Mentre la maggior parte dei videoclip creati da Yankovic sono trasmessi su canali musicali come MTV e VH1, Yankovic ha lavorato con artisti di animazione per creare video musicali da pubblicare con album con contenuti estesi. La versione DualDisc di Straight Outta Lynwood presenta sei videoclip impostati per le canzoni dell'uscita, inclusi i video creati da Bill Plympton e John Kricfalusi; un videoclip, Weasel Stomping Day è stato creato dai produttori dello spettacolo Robot Chicken e trasmesso come parte di quel programma. Per l'Alpocalypse 2010, Yankovic ha prodotto video per ogni canzone; quattro di questi sono precedentemente usciti per ciascuna delle canzoni sull'EP Internet Leaks, con i videoclip delle restanti canzoni diffusi tramite siti di social media e inclusi nell'edizione deluxe di Alpocalypse. Questi videoclip animati sono stati prodotti da entrambi i precedenti collaboratori come Plympton per TMZ, fornitori di contenuti video come Jib-Jab e SuperNews!, e altri registi e animatori.
Per aiutare a promuovere il suo album Mandatory Fun tramite social media, Yankovic ha prodotto otto video musicali per l'album pubblicandoli ogni giorno per otto giorni consecutivi durante l'uscita dell'album, credendo che «avrebbe avuto un impatto perché la gente avrebbe parlato dell'album per tutta la settimana». RCA Records ha deciso di non finanziare la produzione di nessuno di questi video e Yankovic si è rivolto a vari portali di social media tra cui Funny or Die e CollegeHumor, con cui aveva lavorato in passato; questi siti hanno aiutato a coprire i costi di produzione dei video con Yankovic che ha rinunciato a qualsiasi ricavo per i video pubblicitari. Ha scelto di distribuire i video su portali diversi per evitare di gravare su qualcuno con tutti i costi e il lavoro necessario per produrli. Questo approccio si è rivelato efficace, poiché la raccolta totale di video aveva acquisito oltre 20 milioni di visualizzazioni nella prima settimana. Questa strategia di distribuzione è stata considerata dall'Atlantic come «un'operazione di distribuzione di videoclip di precisione abilitata per il web e prova di una seria riflessione sulla distribuzione digitale» in quanto consente ai video di essere visti da gruppi di pubblico diversi per ciascun sito. L'approccio è stato ritenuto essenziale per promuovere Mandatory Fun per raggiungere la posizione n.1 nelle classifiche di Billboard nella sua settimana di debutto. Businessweek ha attribuito il successo delle vendite di Mandatory Fun alla campagna di video musicali virali. ABC World News ha spiegato che il successo di Yankovic è in parte dovuto all'interesse di Internet per i video virali e umoristici che stanno al passo con quello che Yankovic ha fatto per tutta la sua carriera. Lo stesso Yankovic è stato sorpreso dalla risposta che ha ricevuto dall'album e dalle uscite dei videoclip, affermando che «Faccio la stessa cosa da 30 anni e all'improvviso sto vivendo la settimana migliore della mia vita» e che «è inciampato nella formula per il mio futuro».

### Reazione degli artisti originali
Secondo la disposizione del fair use della legge sul copyright degli Stati Uniti, affermata dalla Corte Suprema degli Stati Uniti nel caso 1994 Campbell contro Acuff-Rose Music, artisti come Yankovic non hanno bisogno del permesso per registrare una parodia. Tuttavia, come regola personale e come mezzo per mantenere buone relazioni, Yankovic ha sempre cercato il permesso dell'artista originale prima di diffondere commercialmente una parodia. Yankovic dichiarò di questi sforzi: «Non voglio ferire i sentimenti di nessuno. Non voglio essere coinvolto in nessuna cattiveria. Non è così che vivo la mia vita. Mi piace che tutti siano coinvolti nella battuta e siano felici per il mio successo. Mi sforzo di non bruciare ponti.» Le comunicazioni sono in genere gestite dal suo manager Jay Levey, ma a volte Yankovic ha chiesto direttamente all'artista, come volare a Denver, in Colorado, di partecipare a un concerto di Iggy Azalea e parlarle personalmente della parodia della sua canzone Fancy. Afferma che solo il 2-3% circa degli artisti a cui si avvicina per ottenere il permesso nega le sue richieste.
Separatamente, Yankovic deve negoziare i diritti d'autore con gli artisti originali per aver incluso le loro canzoni all'interno di una polka medley, che è considerata una copertura nella legge sul copyright. Ciò ha creato difficoltà nel registrare il suo primo medley Polkas on 45, poiché ha coinvolto tredici schemi di diritti d'autore diversi, ma da allora ha stabilito una relazione con la maggior parte dei grandi editori di musica per assicurarsi facilmente la licenza per utilizzare le loro canzoni.

#### Reazioni positive
Molti artisti parodiati da Yankovic lo hanno considerato come un rito di passaggio per aver raggiunto il successo nel settore musicale.

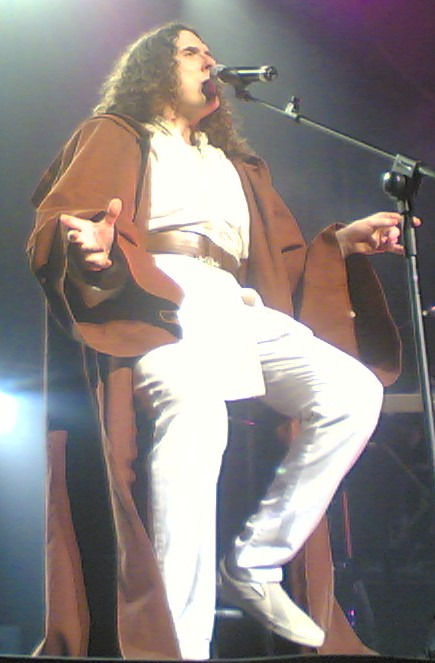
Yankovic si esibisce in The Saga Begins ad Auckland, in Nuova Zelanda, il 10 marzo 2007. Secondo quanto riferito, sia Don McLean che George Lucas hanno espresso la loro approvazione della parodia.

Michael Jackson era un grande fan di "Weird Al" e Yankovic sosteneva che Jackson «era sempre stato molto favorevole» al suo lavoro. Jackson gli permise di parodiare due delle sue canzoni (Beat It e Bad divennero rispettivamente Eat It e Fat). Quando Jackson concesse a Yankovic il permesso di fare Fat, Jackson gli permise di usare lo stesso set creato per il suo video Badder del film Moonwalker. Yankovic ha affermato che il supporto di Jackson ha contribuito a ottenere l'approvazione di altri artisti che voleva parodiare. Anche se Jackson aveva acconsentito a Eat It e Fat, chiese a Yankovic di non registrare una parodia di Black or White, intitolata Snack All Night, perché riteneva che il messaggio di Black or White fosse troppo importante. Questo rifiuto, avvenuto poco dopo il fallimento commerciale del film UHF - I vidioti di Yankovic nelle sale, aveva inizialmente riportato Yankovic con i piedi per terra; in seguito egli riconobbe che fu un momento critico poiché, durante la ricerca di nuove parodie, si imbatté nei Nirvana, portando a una rivitalizzazione della sua carriera con Smells Like Nirvana. Yankovic ha eseguito una parodia di Snack All Night in alcuni dei suoi spettacoli dal vivo. Yankovic è uno dei tanti personaggi famosi che sono apparsi nel video musicale del 1989 della canzone di Jackson Liberian Girl.
Dave Grohl dei Nirvana ha dichiarato che la band sentiva di aver "fatto", dopo che Yankovic ha registrato Smells Like Nirvana, una parodia del grande successo della band grunge, Smells Like Teen Spirit. Nello speciale Behind the Music, Yankovic dichiarò che quando chiamò il frontman dei Nirvana Kurt Cobain per chiedere se poteva parodiare la canzone, Cobain gli diede il permesso, poi fece una pausa e chiese: «Umh [...] non si tratta di cibo, vero?» Yankovic ha risposto con «No, sarà su come nessuno può capire i tuoi testi.» Secondo i membri dei Nirvana intervistati per Behind the Music, quando hanno visto il video della canzone, hanno riso istericamente. Inoltre, Cobain ha descritto Yankovic come «un genio musicale».
Mark Knopfler ha approvato la parodia di Yankovic della canzone dei Dire Straits Money for Nothing per l'uso nel film UHF - I vidioti a condizione che a Knopfler fosse permesso di suonare la chitarra solista sulla parodia che è stata successivamente intitolata Money for Nothing / Beverly Hillbillies *. Yankovic ha commentato le complicazioni legali della parodia nel commento audio del DVD per UHF, spiegando «Abbiamo dovuto nominare la canzone Money for Nothing come "asterisco" di Beverly Hillbillies perché gli avvocati ci hanno detto che ci doveva essere il nome. Quei stravaganti avvocati! Che cosa farai?» nel libretto di Permanent Record: Al in the Box si riferiva alla «frattura composta di un titolo della canzone». Quando un fan ha chiesto del titolo della canzone, Yankovic ha condiviso i suoi sentimenti sul titolo, rispondendo «Quel nome incredibilmente stupido è ciò che gli avvocati hanno insistito affinché la parodia fosse elencata. Non sono sicuro del perché, e ovviamente non ne sono mai stato molto contento.»
I The President Of The United States of America erano così contenti di Gump, la parodia di Yankovic della loro canzone Lump, che hanno concluso la canzone con la sua ultima riga invece della loro («And that's all I have to say about that», "E questo è tutto quello che ho da dire al riguardo") sulla registrazione dal vivo di Lump presente nell'album della compilation Pure Frosting. Nel 2008, Yankovic ha diretto il video musicale per la loro canzone Mixed Up S.O.B.
Secondo quanto riferito, Don McLean era contento di The Saga Begins, una parodia di American Pie, e disse a Yankovic che i testi della parodia a volte gli venivano in mente durante le esibizioni dal vivo. La sua parodia non solo replica la musica della canzone originale di Don McLean, ma replica la struttura a rima multistrato nei versi e nel coro. Inoltre, George Lucas adorava la canzone e un rappresentante della Lucasfilm disse a Yankovic: «Avresti dovuto vedere il sorriso sulla sua faccia».
Anche Chamillionaire è stato molto contento, persino mettendo la parodia di Yankovic White & Nerdy (una parodia di Ridin') sulla sua pagina ufficiale di MySpace prima che fosse sulla stessa pagina di Yankovic. Chamillionaire ha dichiarato in un'intervista: «In realtà sta rappando abbastanza bene, è pazzesco [...] non sapevo che potesse rappare in quel modo. È davvero un onore quando lo fa. [...] Weird Al non fa una parodia della tua canzone se non la sta facendo in grande.» Nel settembre 2007, Chamillionaire ha accreditato White & Nerdy per la sua vittoria al Grammy, affermando «quella parodia è stata la ragione per cui ho vinto il Grammy, perché ha reso il disco così grande da essere innegabile. Era così grande all'estero che la gente mi diceva di aver ascoltato la mia versione della canzone di Weird Al.»
Nel 2011, a Yankovic è stato inizialmente negato il permesso di parodia di Born This Way di Lady Gaga per la sua canzone Perform This Way per l'uscita su un nuovo album, ma attraverso la sua uscita su YouTube e la successiva diffusione tramite Twitter, Lady Gaga e il suo staff ha affermato che il suo manager aveva preso la decisione senza il suo contributo, e Gaga stessa ha dato a Yankovic il permesso di procedere con la distribuzione della parodia. Gaga, inoltre, si considera «una grande fan di Weird Al», e afferma che la parodia era un «rito di passaggio» per la sua carriera musicale e considerava la canzone «molto autorizzante».
Yankovic afferma che anche le sue parodie di stile sono state accolte da osservazioni positive dell'artista originale. Ha notato che i suoi amici e compagni musicisti Ben Folds e Taylor Hanson hanno contribuito a sostenere le rispettive parodie di stile Why Does This Always Happen To Me? e If That Isn't Love. Ha anche notato reazioni positive che ha avuto attraverso gli amici dei membri della sua band, come da Frank Black dei Pixies per First World Problems e Southern Culture on the Skids per Lame Claim to Fame, e un elogio simile quando ha incontrato Graham Nash dei Crosby, Stills & Nash per strada, ed è stato in grado di suonare la sua Mission Statement completata per lui.

#### Reazioni negative
Una delle parodie più controverse di Yankovic fu Amish Paradise del 1996, basata su Gangsta's Paradise dell'artista hip-hop Coolio, che a sua volta si basava su Pastime Paradise di Stevie Wonder. Secondo quanto riferito, l'etichetta discografica di Coolio ha dato a Yankovic l'impressione che Coolio avesse concesso il permesso di registrare la parodia, ma Coolio sostiene di non averlo mai fatto. Mentre Coolio ha affermato di essere sconvolto, l'azione legale non si è mai materializzata e Coolio ha accettato pagamenti di royalty per la canzone. Dopo questa controversia, Yankovic si è sempre assicurato di parlare direttamente con l'artista di ogni canzone che ha parodiato. Allo stand XM Satellite Radio del 2006 Consumer Electronics Show Yankovic e Coolio hanno fatto la pace. Sul suo sito web, Yankovic ha scritto di questo evento, «Non ricordo esattamente cosa ci siamo detti, ma è stato tutto molto amichevole. Dubito che sarò invitato alla prossima festa di compleanno di Coolio, ma almeno posso smettere indossare quel giubbotto antiproiettile per il centro commerciale.» In un'intervista del 2014, Coolio ha esteso le sue scuse per aver rifiutato il suo permesso, affermando che al momento «Ero arrogante ed ero stupido e mi sbagliavo» e ha considerato la parodia di Yankovic «in realtà divertente da morire».
Nel 2000, il bassista dei Red Hot Chili Peppers, Flea, disse a Behind the Music di non essere rimasto impressionato e deluso dalla canzone di Yankovic del 1993 Bedrock Anthem, che parodiava due delle canzoni della band. È stato citato affermando «Non pensavo che fosse molto buona. Mi piacciono le cose di Weird Al, ma l'ho trovata priva di fantasia.»

#### Parodie negate
In numerose occasioni, Prince ha rifiutato a Yankovic il permesso di registrare parodie delle sue canzoni. Yankovic aveva dichiarato in alcune interviste prima della morte di Prince nel 2016 di averlo «avvicinato ogni tot anni per vedere se si fosse alleggerito». Yankovic ha raccontato una storia secondo la quale, prima degli American Music Award, dove a lui e a Prince erano stati assegnati posti a sedere nella stessa fila, ricevette un telegramma dalla società di gestione di Prince, che chiedeva di non stabilire un contatto visivo con l'artista. Tra le parodie per le quali Yankovic aveva idee: una basata su Let's Go Crazy in stile The Beverly Hillbillies, Yellow Snow come parodia di Purple Rain, 1999 come televendita con un numero di chiamata che termina in −1999 e parodie di Kiss e When Doves Cry. Nonostante questi rifiuti, Yankovic è stato in grado di ottenere il permesso di parodia del video When Doves Cry come parte del suo video musicale per la canzone UHF.
Il chitarrista dei Led Zeppelin Jimmy Page si autoproclamò un fan di Yankovic, ma quando Yankovic desiderava creare un mix polka di canzoni dei Led Zeppelin, Page rifiutò. Tuttavia, a Yankovic è stata concessa l'opportunità di registrare nuovamente un campione di Black Dog per un segmento di Trapped in the Drive-Thru.
Paul McCartney, anche lui fan di Yankovic, ha rifiutato a Yankovic il permesso di registrare una parodia di Live and Let Die dei Wings, intitolata Chicken Pot Pie, perché, secondo Yankovic, McCartney è «un vegetariano rigoroso e non voleva una parodia che condonava il consumo di carne animale». Sebbene McCartney abbia suggerito di cambiare la parodia in Tofu Pot Pie, Yankovic credeva che questo cambiamento non si sarebbe adattato ai testi che aveva scritto, che presentavano il suono di un pollo in tutto il coro. Anche se non è mai stato registrato per un album, Yankovic ha suonato parti di Chicken Pot Pie come parte di un medley più grande in diversi tour negli anni '90.
Nel 2003, a Yankovic è stato negato il permesso di realizzare un videoclip per Couch Potato, la sua parodia di Lose Yourself di Eminem. Yankovic crede che Eminem pensasse che il video sarebbe stato dannoso per la sua immagine.
Nel 2006, Yankovic ottenne il permesso da James Blunt di registrare una parodia di You're Beautiful. Tuttavia, dopo che Yankovic aveva registrato You're Pitiful, l'etichetta di Blunt, Atlantic Records, revocò questa autorizzazione, nonostante l'approvazione personale della canzone da parte di Blunt. La parodia è stata tolta da Straight Outta Lynwood di Yankovic a causa della riluttanza della sua etichetta ad «andare in guerra» con l'Atlantic. Yankovic ha pubblicato la canzone come download gratuito sul suo profilo MySpace, così come sul suo sito Web ufficiale, e la suona in concerto, dal momento che Blunt non si è opposto alla parodia. Yankovic ha fatto riferimento all'incidente nel suo video per White & Nerdy quando si ritrae vandalizzando l'articolo di Wikipedia della Atlantic Records.
Yankovic stava prendendo in considerazione di fare una polka medley con solo canzoni degli U2, ma gli furono negati i diritti dalla band. Allo stesso modo, aveva incluso la canzone Buddy Holly dei Weezer in un miscuglio di polka, ma ha dovuto toglierlo quando la band ha rifiutato i diritti e riuscì a realizzare una parodia della loro canzone Numb, intitolata Green Eggs and Ham (ode al libro Prosciutto e uova verdi del Dr. Seuss), realizzandone un videoclip, trasmesso su Al Music nel 1993, che riprende da quello della canzone originale e riproponendolo nei suoi concerti.

### Esibizioni dal vivo

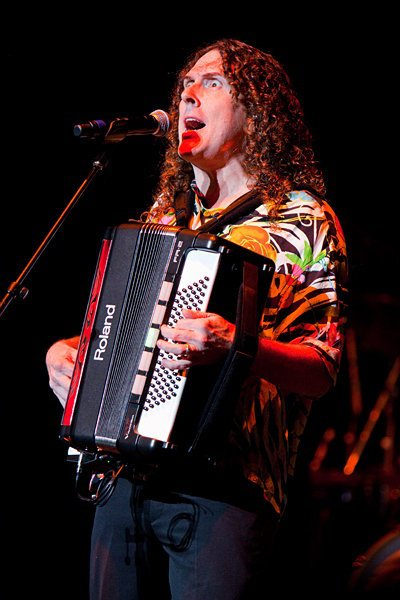
"Weird Al" Yankovic in concerto nel 2010

Yankovic descrive spesso le sue esibizioni dal vivo come «una stravaganza multimediale rock e commedia» con un pubblico che «spazia dai più piccoli ai geriatrici». A parte Yankovic e la sua band che eseguono i suoi successi classici e contemporanei, elementi fondamentali di Yankovic le esibizioni dal vivo includono un miscuglio di parodie, molti cambi di costume tra le canzoni e uno schermo su cui vengono riprodotti vari clip durante i cambi di costume. Un concerto del tour di Yankovic del 1999, Touring with Scissors, per l'album Running with Scissors è stato pubblicato su VHS nel 1999 e su DVD nel 2000. Intitolato "Weird Al" Yankovic Live!, il concerto è stato registrato presso il Marinic Civic Center di San Rafael, in California, il 2 ottobre 1999. Per motivi legali, i video clip (a parte quelli dei video musicali di Yankovic) non possono essere mostrati per l'uscita in casa e le parodie inedite sono state rimosse dal medley della parodia per lo spettacolo.
Nel 2003, Yankovic è andato in tournée all'estero per la prima volta. Prima del 2003, Yankovic e la sua band avevano fatto tournée solo negli Stati Uniti e in alcune parti del Canada. Dopo il successo di Poodle Hat in Australia, Yankovic ha tenuto undici spettacoli nelle principali capitali e aree regionali dell'Australia nell'ottobre dello stesso anno. Yankovic è tornato in Australia e ha visitato la Nuova Zelanda per la prima volta nel 2007 per supportare l'album Straight Outta Lynwood. L'8 settembre 2007, Yankovic ha eseguito il suo 1000 º spettacolo dal vivo alle cascate dell'Idaho, Idaho.
Yankovic ha invitato i membri della 501ª Legione sul palco durante le esibizioni dei suoi brani a tema Star Wars Yoda e The Saga Begins, reclutando membri di guarnigioni locali (capitoli di club) mentre erano in tournée. In segno di apprezzamento, il 501 ha indotto Yankovic come «amico della legione», nel settembre 2007.
Ha eseguito il suo primo mini-tour europeo, inclusa un'apparizione al festival musicale All Tomorrow's Parties a Minehead, in Inghilterra, nel dicembre 2010. Yankovic è stato scelto per esibirsi dalla band canadese Godspeed You! Black Emperor, che ha curato la formazione del festival. Yankovic ha suonato altre tre date nel Regno Unito durante la sua apparizione al festival prima di esibirsi in una sola data nei Paesi Bassi.
Un secondo film di concerti, "Weird Al" Yankovic Live !: The Alpocalypse Tour, è andato in onda su Comedy Central il 1 ottobre 2011 ed è stato pubblicato su Blu-ray e DVD tre giorni dopo. Il concerto è stato girato alla Massey Hall di Toronto, in Ontario, in Canada, durante il tour di Yankovic a supporto dell'album Alpocalypse. Come prima, i video clip (a parte quelli per i suoi video) e le canzoni inedite sono stati montati per motivi legali.
Yankovic ha eseguito What Is Life di George Harrison al George Fest (Los Angeles, 2014), registrato dal vivo. Combo DVD e Blu-Ray CD del concerto in onore di George Harrison sono diventati disponibili all'inizio del 2016.
Dopo l'uscita di Mandatory Fun, Yankovic ha fatto un tour negli Stati Uniti, in Canada, e ha selezionato luoghi all'estero nel Mandatory World Tour dal 2015 al 2016, principalmente con brani di questo album. Dopo essersi preso un anno di pausa, Yankovic è tornato in tournée negli Stati Uniti e in Canada da febbraio a giugno 2018 in The Ridiculously Self-Indulgent, Ill-Advised Vanity Tour. In questo tour, ha eseguito per lo più canzoni originali (non parodie) e non ha usato costumi, oggetti di scena o schermi video. Il comico Emo Philips è stato l'atto di apertura. Un altro punto fermo di questo tour è stata la performance di copertina di Yankovic di una diversa canzone famosa in ogni sede, che Yankovic ha dichiarato che era qualcosa che lui e la sua band si sono divertiti a fare.
A partire da giugno 2019, Yankovic ha partecipato al suo Strings Attached Tour, dove ha eseguito tutti gli spettacoli supportati da un'orchestra di quarantuno pezzi assemblata da musicisti locali. Il tour è stato ispirato da un'esibizione del 2016 che ha fatto con l'Hollywood Bowl Orchestra, che ha considerato «un'esperienza religiosa» e ha cercato di replicare durante il tour. Gli spettacoli erano generalmente molto più brevi, poiché secondo le regole dei sindacati Yankovic poteva eseguire solo 90 minuti per spettacolo con un'orchestra, facendogli quindi selezionare quelle canzoni che da tempo sentiva di voler eseguire con un'orchestra, come la misconosciuta "Harvey the Wonder Hamster" di Alapalooza, o che erano più adatte ad avere il supporto dell'orchestra. Yankovic ha aperto gli spettacoli con l'orchestra eseguendo alcuni temi strumentali, apparentemente dando al concerto una qualità di alto livello, prima che lui e la sua band entrassero e suonassero le sue canzoni. I concerti finivano con una grande vistosa esecuzione delle sue canzoni di Star Wars, incluse le sue canzoni The Saga Begins e Yoda.

### Eredità e influenza
Con Word Crimes di Mandatory Fun debuttando al numero 39 della Billboard Hot 100 nel 2014, Yankovic è diventato il terzo artista musicale dopo Michael Jackson e Madonna ad avere una canzone nella Top 40 della Billboard Hot 100 nei precedenti quattro decenni (Anni '80, '90, 2000 e 2010) Da allora, solo gli U2 e Kenny G sono entrati in questo gruppo d'élite.
Con la sua carriera musicale di quattro decadi, il lavoro di Yankovic ha influenzato anche i nuovi artisti. Andy Samberg del gruppo The Lonely Island ha considerato Yankovic un'influenza durante la sua infanzia. Lin-Manuel Miranda attribuisce direttamente a Yankovic l'influenza sul suo musical Hamilton. Il produttore televisivo Michael Schur ha ritenuto che la musica di Yankovic rappresentasse un «profondo spirito egualitario della nostra cultura» che ha permesso ai suoi scrittori di commedie di riflettere sulla società all'interno dei suoi spettacoli.

## Altri lavori

### UHF
Nel 1989, Yankovic recitò in un lungometraggio, scritto da lui stesso e dal manager Jay Levey, e girato a Tulsa, in Oklahoma, dal titolo UHF. Una satira dell'industria televisiva e cinematografica, interpretata anche da Michael Richards, Fran Drescher e Victoria Jackson. Tuttavia, non ebbe successo nei cinema a causa della scarsa accoglienza critica e della concorrenza di altri successi estivi dell'epoca come Indiana Jones e l'ultima crociata, Arma letale 2, Batman e 007 - Vendetta privata. Il fallimento del film lasciò Yankovic in una crisi di tre anni, che venne successivamente interrotta dalla sua ispirazione nel comporre Smells Like Nirvana.
Da allora il film divenne un classico di culto, con copie esaurite della versione VHS vendute fino a $ 100 su eBay fino all'uscita del DVD nel 2002. Yankovic mostra occasionalmente clip dal film ai suoi concerti (a cui MGM, proprietario del film, inizialmente si è opposto sotto forma di una lettera di cessazione e desistere). Nel tentativo apparente di renderlo più accessibile al pubblico estero, dove il termine UHF è usato meno frequentemente per descrivere le trasmissioni televisive, il film è stato intitolato The Vidiot From UHF in Australia e in alcune parti d'Europa; in Italia il film è arrivato con il nome di UHF - I vidioti.
UHF mostra la creazione del cibo d'autore di Yankovic: il Twinkie Wiener Sandwich. Lo snack consiste in una Twinkie rovesciata divisa come un panino improvvisato, un hot dog e Easy Cheese messi insieme e immersi nel latte prima di essere mangiato. Yankovic dichiarò di essere passato all'utilizzo di hot dog al tofu da quando divenne vegetariano, ma si gode ancora l'occasionale Twinkie Wiener Sandwich.

### Televisione
Agli inizi della sua carriera, Yankovic condusse molte volte gli speciali Al TV su MTV e Al Music su MuchMusic, in generale in concomitanza con l'uscita di ogni suo nuovo album. Questi speciali in genere includevano alcuni dei videoclip di Yankovic fino e le anteprime delle canzoni dell'album in uscita. Una serie ricorrente su Al TV sono delle finte interviste a grandi musicisti, Yankovic, manipolando delle interviste originali a grandi artisti, crea un effetto comico. Yankovic si inseriva in un'intervista precedentemente condotta con un musicista, ponendo delle sue domande bizzarre, ottenendo risposte bizzarre e comiche da parte della celebrità.
Il Weird Al Show fu uno spettacolo per bambini basato su scenette dal vivo condotto da Yankovic, trasmesso da settembre a dicembre 1997 sulla CBS, che vide la partecipazione di numerosi attori e band insieme a Yankovic e altri attori. Venne progettato per far parte della programmazione educativa o informativa della CBS per insegnare la morale dei bambini. Lo spettacolo ebbe una produzione travagliata a causa di questo requisito e del desiderio da parte della CBS di seguire il successo di Pee-wee's Playhouse, portando alla cancellazione dello show dopo una stagione di 13 episodi. L'intera serie fu pubblicata su DVD da Shout! Factory il 15 agosto 2006.
VH1 produsse un episodio di Behind the Music su Yankovic. Seppur riportando alcune inesattezze, per esempio, i suoi due fallimenti commerciali (il suo film UHF - I vidioti e il suo album del 1986 Polka Party!) vennero presentati come aventi un impatto negativo sulla direzione della sua carriera maggiore di quanto non abbiano realmente avuto. Inoltre, la successiva disapprovazione di Coolio della parodia Amish Paradise venne presentata come una grande faida. Venne detto molto anche sulla sua apparente mancanza di una vita sentimentale, anche se si sposò poco dopo la messa in onda del programma. L'episodio venne aggiornato e ripubblicato all'inizio del 2012 come parte della serie Behind the Music Remastered.
Yankovic si esibì al 66º Primetime Emmy Awards cantando un medley di canzoni basate sui temi di diversi spettacoli nominati agli Emmy come Mad Men e Il Trono di Spade.
Al è apparso anche in vari film, specialmente di Leslie Nielsen, come per esempio Una pallottola spuntata, Una pallottola spuntata 33⅓: l'insulto finale e in Spia e lascia spiare, curandone anche la colonna sonora (la intro Spy Hard è una parodia delle intro dei film di James Bond), in alcuni cartoni animati: Fl-eek Stravaganza (titolo originale: Eek! The Cat), Futurama, The Brak Show, Johnny Bravo, Striperella, Sabrina e Adventure Time, ed è comparso come lottatore nella serie di MTV Celebrity Deathmatch come sfidante dell'ex vicepresidente degli Stati Uniti Al Gore. Nel 2011, è apparso nella settima puntata della settima serie di How I Met Your Mother, interpretando se stesso.
Viene citato anche nell'ultimo numero del manga Le bizzarre avventure di Jojo-Stardust crusaders.

### Film di animazione e doppiaggio
Yankovic ha doppiato diverse serie animate. È apparso in un episodio del 2003 de I Simpson, cantando The Ballad of Homer & Marge (una parodia di Jack & Diane di John Mellencamp) con la sua band. L'episodio Three Gays of the Condo, in cui Marge assume Yankovic per cantare la suddetta canzone per Homer nel tentativo di riconciliare il loro matrimonio, ha successivamente vinto un Emmy Award per "Outstanding Animated Program (For Programming Less Than One Hour)". Yankovic ha anche avuto un cameo in un episodio del 2008, intitolato That '90s Show, durante il quale registra una parodia del successo di Homer Shave Me intitolato Brain Freeze (la canzone di Homer, Shave Me, era essa stessa una parodia di Rape Me dei Nirvana), facendo di Yankovic una delle poche celebrità ad apparire due volte nello show recitando loro stessi.
Yankovic ha doppiato Wreck-Gar, un veicolo per la raccolta dei rifiuti Transformer in the Transformers Animated; in precedenza, la canzone Dare to Be Stupid di Yankovic è apparsa nel film d'animazione del 1986 Transformers - The Movie, durante la sequenza in cui il personaggio Wreck-Gar apparve per la prima volta. Weird Al ha anche fornito la voce del personaggio one-shot 'Petroleum Joe' in The Brak Show. Si è anche doppiato in un episodio di Barnyard - Ritorno al cortile, ed è apparso come un direttore del circo che aiuta i personaggi principali di Yo Gabba Gabba! a organizzare un circo in un episodio del 2007 dello spettacolo per bambini.
Nel 2011, Al è apparso nel ruolo di se stesso in un episodio di Batman: The Brave and the Bold. Nel 2012, Al è stato ampiamente descritto nell'episodio della sesta stagione di 30 Rock chiamato Kidnapped by Danger, in cui Jenna cerca di creare una canzone Weird Al-proof, oltre a comparire in due episodi di The Aquabats! Super Show!, interpretando due diversi personaggi nei panni del supereroe SuperMagic PowerMan e del presidente degli Stati Uniti. Nel 2014, è apparso nella quarta stagione di My Little Pony - L'amicizia è magica Pinkie Pride nel ruolo di Cheese Sandwich, un organizzatore di feste rivale di Pinkie Pie. In seguito avrebbe ripreso il suo ruolo nell'episodio della stagione 9 L'ultima risata.
Nel 2016, Al è apparso in 2 episodi di BoJack Horseman nei panni del fratello di Mr. Peanutbutter, il Capitano Peanutbutter, e ha interpretato Milo Murphy nella serie Disney XD Milo Murphy's Law.

### Direzione
"Weird Al" Yankovic ha diretto molti dei suoi videoclip musicali; ha diretto tutti i suoi video musicali da Bedrock Anthem del 1993 a White & Nerdy del 2006. Ha anche diretto la sequenza finale di Christmas at Ground Zero del 1986 (un pezzo originale che contrappone il Natale con la guerra nucleare) dal suo album Polka Party! e la sequenza del titolo di Spy Hard, per la quale ha cantato la canzone del titolo.
Yankovic ha scritto, diretto e interpretato l'attrazione per il cortometraggio in 3D Al's Brain: A 3-D Journey Through The Human Brain, un progetto da 2,5 milioni di dollari sponsorizzato e presentato alla Orange County Fair di Costa Mesa, California, nel 2009. Il progetto includeva un breve cameo di Sir Paul McCartney, che Yankovic ha diretto durante l'apparizione di McCartney al Coachella Valley Music and Arts Festival del 2009. Il CEO della fiera Steve Beazley, che sostenne il progetto, ha considerato il progetto un successo e ha esposto la locazione della mostra ad altre fiere; la seconda apparizione della mostra è stata alla fiera Puyallup 2009 a Washington.
Ha anche diretto diversi video per altri artisti, tra cui Hanson (River), The Black Crowes (Only a Fool), Ben Folds (Rockin 'the Suburbs), Jeff Foxworthy (Redneck Stomp e Party All Night), Jon Spencer Blues Explosion (Wail) e The Presidents of the United States of America (Mixed Up SOB). È apparso come cameo nei video per Jon Spencer Blues Explosion, Hanson (come intervistatore) e Ben Folds (come produttore che ha riparato le «tracce di merda» di Folds).
Il 25 gennaio 2010, Yankovic ha annunciato di aver firmato un accordo di produzione con Warner Bros. per scrivere e dirigere un film dal vivo per Cartoon Network. Sebbene Yankovic abbia precedentemente scritto la sceneggiatura di UHF, questo è stato il primo film diretto da Yankovic. Yankovic ha dichiarato che non avrebbe recitato nel film, in quanto Cartoon Network voleva un protagonista più giovane. Durante un'intervista alla commedia Death-Ray Radio, Yankovic ha rivelato che sebbene Cartoon Network «amasse» la sua sceneggiatura, la rete ha deciso che non intendevano più produrre film. Yankovic inizialmente dichiarò che avrebbe invece acquistato la sceneggiatura in altri potenziali studi, ma nel 2013 rivelò che il progetto era stato scartato come «era davvero adatto per Cartoon Network» e che aveva «cannibalizzato battute da quella sceneggiatura per utilizzarle per altri progetti».

### Scrittura
Yankovic ha scritto When I Grow Up, un libro per bambini pubblicato il 1º febbraio 2011 e pubblicato da HarperCollins. Il libro presenta Billy. un bambino di 8 anni che presenta alla sua classe la grande varietà di possibilità di carriera immaginativa che sta prendendo in considerazione. Yankovic dichiarò che l'idea del libro era basata sul suo percorso di carriera «tortuoso». Il libro consente a Yankovic di applicare lo stile di scrittura divertente che si trova nella sua musica in un altro mezzo, permettendogli di usare giochi di parole e rime. Il libro è illustrato da Wes Hargis, che, secondo Yankovic, ha «una qualità infantile e una qualità molto divertente e una qualità molto fantasiosa» che ben si adattava alla scrittura di Yankovic. Il libro ha raggiunto la posizione n. 4 nella lista dei best seller del New York Times per i libri illustrati per bambini per la settimana del 20 febbraio 2011.
Nel 2013, Yankovic ha pubblicato il sequel di When I Grow Up, My New Teacher and Me!

## Attribuzioni errate e imitatori
I brani pubblicati sulla Rete gli sono spesso attribuiti in modo errato a causa della loro materia umoristica. Spesso, il suo cognome è errato (e quindi pronunciato erroneamente) come "Yankovich", tra le altre varianti. Con grande fastidio di Yankovic, questi file mal distribuiti includono canzoni razziste, sessualmente esplicite o in altro modo offensive. Un giovane ascoltatore che aveva ascoltato molte di queste tracce offensive attraverso un servizio di condivisione di file ha affrontato Yankovic online, minacciando un boicottaggio a causa dei suoi testi che credeva offensivi. Alcune canzoni che gli sono state erroneamente attribuite non sono nemmeno canzoni, ma scenette parlate, come Sesame Street on crack, sovente attribuita anche ad Adam Sandler. Un elenco di brani spesso attribuiti erroneamente a Yankovic è disponibile su The Not Al Page e un elenco di tutti i brani pubblicati commercialmente registrati da Yankovic sul suo sito web.

## Campagne guidate dai fan
Il Weird Al Star Fund è stata una campagna avviata dai fan di Yankovic per far avere una stella a lui dedicata sulla Hollywood Walk of Fame; il loro obiettivo era di «sollecitare, raccogliere i soldi necessari e compilare le informazioni necessarie per la nomination». I fan di tutto il mondo hanno inviato donazioni per raccogliere i 40 000 dollari necessari. Oltre al metodo preferito di donazioni in denaro, sono stati utilizzati molti altri metodi per raccogliere fondi per la causa, come uno spettacolo di beneficenza dal vivo tenuto l'11 aprile 2006 e la vendita di prodotti sul sito ufficiale e su eBay, tra cui magliette, calendari, e libri di cucina. Il 26 maggio 2006, la campagna ha raggiunto l'obiettivo allora di 15 000 dollari, appena cinque giorni prima della scadenza del 31 maggio per presentare i documenti necessari. Tuttavia, Yankovic non è stato incluso nell'elenco degli indotti per il 2007. Il 9 febbraio 2007, la Camera di commercio di Hollywood ha aumentato il prezzo per sponsorizzare una nuova stella a 25 000 dollari. La domanda di Yankovic è stata rinviata all'esame nel 2007, ma non è stato incluso tra gli indotti del 2008. Nel dicembre 2010, il prezzo è stato nuovamente aumentato a 30 000 dollari e nel 2017 è salito a 40 000 dollari. La campagna ha sollevato il nuovo obiettivo ogni volta e le domande hanno continuato a essere presentate ogni anno, fino a quando la Camera di commercio di Hollywood ha annunciato a giugno 2017 che Yankovic avrebbe ricevuto una stella sulla Walk of Fame come uno degli indotti del 2018. In una cerimonia ufficiale di apertura, il 27 agosto 2018, Al ha ricevuto la 2.643a stella sulla Hollywood Walk of Fame. La star si trova al 6914 Hollywood Blvd, direttamente dall'altra parte della strada rispetto al TCL Chinese Theatre. Alla cerimonia hanno partecipato 1 500 fan.
Simile al Weird Al Star Fund, una seconda campagna guidata dai fan chiamata Make the Rock Hall 'Weird' ha cercato di far inserire Yankovic nella Rock and Roll Hall of Fame a Cleveland, Ohio, per la quale è stato ammesso dal 2004. I precedenti tentativi di sensibilizzazione per la campagna e il sostegno alla nomina di Yankovic includevano una petizione dal 2006 al 2007, che ha raccolto oltre 9000 firme; inoltre, è in fase di sviluppo un documentario sulla campagna. Oltre a questi sforzi, è in corso una campagna in cui i sostenitori della nomina di Yankovic sono invitati a inviare lettere «sincere, ponderate» al quartier generale della Rock Hall Foundation a New York. La Hall non ha preso in considerazione Yankovic per la nomina da quando la campagna è iniziata nel 2004. Un sondaggio del Rolling Stone del 2009 ha definito Weird Al come il miglior artista che dovrebbe essere nominato per la Hall of Fame, seguito dai Rush (che sono stati inseriti nel 2013) e The Moody Blues nella top ten.
I fan hanno inoltre, fatto una campagna più piccola per far esibire Yankovic durante l'intervallo di un gioco del Super Bowl. Ciò ha ispirato Yankovic a scrivere la parodia della canzone di combattimento Sports Song per Mandatory Fun per aiutare a completare il suo repertorio. Dopo il successo di Mandatory Fun, un'altra campagna guidata dai fan ha spinto Yankovic a mettere in evidenza l'allora imminente Super Bowl XLIX al culmine della carriera dell'artista, che è stato notato da molti media, tra cui CNN e Wired, anche se la decisione di questa selezione risiederebbe nella gestione della NFL (che invece scelse Katy Perry per quella posizione).

## Riconoscimenti
Grammy Awards
| Anno | Nomination                   | Premio                                        | Risultato       |
| ---- | ---------------------------- | --------------------------------------------- | --------------- |
| 1984 | Eat It                       | Best Comedy Recording                         | Vincitore/trice |
| 1985 | Dare to Be Stupid            | Best Comedy Recording                         | Candidato/a     |
| 1987 | Polka Party!                 | Best Comedy Recording                         | Candidato/a     |
| 1988 | Fat                          | Best Concept Music Video                      | Vincitore/trice |
| 1988 | Even Worse                   | Best Comedy Recording                         | Candidato/a     |
| 1988 | Peter and the Wolf           | Best Recording for Children                   | Candidato/a     |
| 1992 | Off The Deep End             | Best Comedy Album                             | Candidato/a     |
| 2003 | Poodle Hat                   | Best Comedy Album                             | Vincitore/trice |
| 2006 | Straight Outta Lynwood       | Best Surround Sound Album                     | Candidato/a     |
| 2006 | Straight Outta Lynwood       | Best Comedy Album                             | Candidato/a     |
| 2010 | Internet Leaks               | Best Comedy Album                             | Candidato/a     |
| 2012 | Perform This Way Alpocalypse | Best Short From Music Video Best Comedy Album | Candidato/a     |
| 2015 | Mandatory Fun                | Best Comedy Album                             | Vincitore/trice |
| 2019 | Squeeze Box                  | Best Boxed or Special Limited Edition Package | Vincitore/trice |

## Premi
- Eat It (American Video Awards, Best Male Performance 1984)
- "Weird Al" Yankovic in 3-D (People Magazine - Critic's Choice - One of Year's Top 10 Albums)
- Off the Deep End (NARM - Best Selling Comedy Recording 1992)
- Smells like Nirvana (Spy Magazine's "Video Of The Year" 1993)
- Smells like Nirvana (Rolling Stone's n. 68 Video on their list of the Top 100 Videos of All Time)
- Smells like Nirvana (MTV Video Music Awards, Best Male Performance Nomination 1992)
- Best Accordionist of 1989 (Keyboard Magazine)
- Amplex Golden Reel Awards (Uno per ogni Gold album)
- Donazione delle chiavi della città di Wausau, Wisconsin
- Grand Marshall, Lynwood Christmas Parade (2006)

## Discografia

### Album in studio
- 1983 – "Weird Al" Yankovic
- 1984 – "Weird Al" Yankovic in 3-D
- 1985 – Dare to Be Stupid
- 1986 – Polka Party!
- 1988 – Even Worse
- 1989 – UHF - Original Motion Picture Soundtrack and Other Stuff
- 1992 – Off the Deep End
- 1993 – Alapalooza
- 1996 – Bad Hair Day
- 1999 – Running with Scissors
- 2003 – Poodle Hat
- 2006 – Straight Outta Lynwood
- 2011 – Alpocalypse
- 2014 – Mandatory Fun

## Filmografia parziale

### Cinema
- The Compleat Al (1985)
- Tapeheads - Teste matte (Tapeheads, 1988)
- Una pallottola spuntata (The Naked Gun: From the Files of Police Squad, 1988)
- UHF - I vidioti (UHF, 1989)
- Una pallottola spuntata 2½ - L'odore della paura (The Naked Gun 2½: The Smell of the Fear, 1991)
- Una pallottola spuntata 33⅓ - L'insulto finale (Naked Gun 33⅓: The Final Insult, 1994)
- Spia e lascia spiare (Spy Hard, 1996)
- Safety Patrol (1997)
- Desperation Boulevard (2002)
- Haunted Lighthouse (2003)
- Nercore Rising (2008)
- Halloween II (2009)
- Weird: The Al Yankovic Story (2010, cortometraggio)
- Sandy Wexler (2017)
- Weird - La storia di Al Yankovic (Weird: The Al Yankovic Story), regia di Eric Appel (2022)

### Televisione
- Storie incredibili (Amazing Stories) - serie TV, episodio 2x21 (1987)
- Just Say Julie - serie TV, episodio pilota (1989)
- Parker Lewis (Parker Lewis Can't Lose, 1992)
- Square One Television - serie TV, 1 episodio (1992)
- Nothing Sacred (1997)
- The Weird Al Show - show televisivo, 13 episodi (1997)
- Tim and Eric Awesome Show, Great Job! - serie TV, 7 episodi (2007-2010)
- Yo Gabba Gabba! - serie TV, 1 episodio (2010)
- Funny or Die Presents - serie TV, 1 episodio (2010)
- How I Met Your Mother (2011)
- 30 Rock - serie TV, 1 episodio (2012)
- Childrens Hospital - serie TV, 1 episodio (2013)
- Drunk History - serie TV, 2 episodi (2014-2018)
- Wet Hot American Summer: First Day of Camp – miniserie TV (2015)
- Galavant – serie TV, episodi 1x05-2x10 (2015-2016)
- The Goldbergs - serie TV, 1 episodio (2016)
- Lady Dynamite - serie TV, 1 episodio (2017)
- Crazy Ex-Girlfriend - serie TV, 1 episodio (2019)
- The Eric Andre Show - serie TV, 1 episodio (2020)
- Reno 911! - serie TV, 2 episodi (2020-2022)

### Serie animate
- Space Ghost Coast to Coast - se stesso (guest star, 1994-1996)
- Fleek! Stravaganza - se stesso (guest star, 1997)
- The Brak Show - Petroleum Joe (2002)
- Le tenebrose avventure di Billy e Mandy - Il cappello calamaro (2003 - 2005)
- I Simpson - se stesso (guest star, 2003-2008)
- Lilo & Stitch - menestrello (2003)
- Johnny Bravo - se stesso (guest star, 2004)
- The Ren & Stimpy Show - voce (2006)
- Robot Chicken - se stesso (guest star, 2006)
- Transformers Animated - Wreck Gar (2008-2009)
- Barnyard - Ritorno al cortile - voce (2010)
- Adventure Time - Uomo Banana (2010)
- My Little Pony - L'amicizia è magica - Cheese Sandwich (2014)
- Uncle Grandpa - Pal.0 (2015)
- Marco e Star contro le forze del male - episodio 2x15 (2015)
- Wander - episodi 2x03-2x08 (2015)
- La legge di Milo Murphy (2016)
- BoJack Horseman - Captain Peanutbutter (2016-2020)
- Scooby-Doo and Guess Who? - se stesso (2019)
- Scott Pilgrim - La serie (2023)

## Doppiatori italiani
Nelle versioni in italiano delle opere in cui ha recitato, "Weird Al" Yankovic è stato doppiato da:
- Oreste Baldini in UHF - I vidioti, Sandy Wexler
- Edoardo Nordio in The Goldbergs, Wet Hot American Summer: First Day of Camp
- Alberto Angrisano in Halloween II
- Luca Sandri in How I Met Your Mother
- Mauro Magliozzi in Vite da popstar
- Christian Iansante in Una pallottola spuntata 33⅓ - L'insulto finale

Da doppiatore è sostituito da:
- Emiliano Coltorti in La legge di Milo Murphy
- Luigi Ferraro in Le tenebrose avventure di Billy & Mandy
- Roberto Draghetti in I Simpson
- Nanni Baldini in Wander
- Emanuele Coltellini in Teen Titans Go!
- Paolo De Santis in My Little Pony: L'Amicizia è Magica, Scooby-Doo and Guess Who?
- Massimo Bitossi in BoJack Horseman
- Oreste Baldini in La prossima fantastica avventura di Archibald
- Sacha De Toni in Phineas e Ferb: Il film - Candace contro l'Universo

## Altri lavori 2
- 1985 - The Compleat Al: uno pseudo-documentario sulla carriera iniziale di Al, dalla sua nascita al 1985.
- 1988 - Peter and the Wolf: la versione di Al, con la collaborazione di Wendy Carlos, del classico per bambini Pierino e il lupo di Sergei Prokofiev. La seconda parte dell'album contiene Carnival of the Animals, Part II, una sorta di omaggio a The Carnival of the Animals di Camille Saint-Saëns.
- 1989 - UHF - I vidioti: film satirico incentrato sull'industria della televisione; non ha avuto grande successo. Oltre a Yankovic vi apparivano Michael Richards e Victoria Jackson.
- 1989 - partecipa al video di Michael Jackson Liberian Girl insieme a numerosi altri artisti.
- 1989 - suona la fisarmonica nell'album di Crispin Glover The Big Problem ≠ The Solution. The Solution = Let It Be.
- 1991 - Babalu Music: serie di canzoni su I Love Lucy.
- 2014 - Epic Rap Battles Of History. Nel 43º episodio ha interpretato Isaac Newton, contro Bill Nye (Nice Peter) e Neil deGrasse Tyson (Chali2na)